# Alois Werner von Weber
Alois Werner von Weber oder Wäber, ab 1787 Graf von Weber (auch Aloys Werner Wäber von Acher; * 23. Oktober 1703 in Schwyz; † 30. Oktober 1792 ebenda) war ein Schweizer Politiker und Offizier.

## Leben
Weber stammte aus der alten Schwyzer Landleutefamilie Weber und war Enkel des Landammanns Jakob von Weber. Er wurde 1722 Kadett, 1727 zum Leutnant, 1732 zum Hauptmann im spanischen Regiment Niederösterreichs. Dabei war er mehrmals an Kriegszügen beteiligt, unter anderem in Nordafrika. Um 1737 trat er in das Régiment de Tschudy (51e régiment d’infanterie etrangère) ein, wurde dort 1744 Oberst und schließlich 1748 Brigadier. Als Teil dieses Regiments kämpfte er im Österreichischen Erbfolgekrieg in Italien, bevor er 1750 aus den Militärdiensten austrat. Er war bis dahin auch als Militärunternehmer tätig und verkaufte 1751 seine Halbkompanie an seinen Verwandten Franz Dominik von Weber. In der Folgezeit ließ er den um 1740 erworbenen Acherhof um- und ausbauen.
Weber wurde 1757 Landleutesäckelmeister und Landeshauptmann des Bezirks March, 1758 Ratsherr und 1759 Landesstatthalter. Von 1761 bis 1780 war er regelmäßig Tagsatzungsgesandter, in den Jahren 1761/1762, 1767/1768 und 1771/1772 Schwyzer Landammann. Daneben war er mehrmals Gesandter, beispielsweise in St. Gallen, Solothurn oder Sitten.
Weber wurde 1787 durch Papst Pius VI. in den päpstlichen Grafenstand erhoben. Der Politiker und Offizier Dominik Alois von Weber war sein Sohn.